# Navarretia divaricata
Navarretia divaricata är en blågullsväxtart som först beskrevs av John Torrey och Samuel Frederick Gray, och fick sitt nu gällande namn av Edward Lee Greene. Navarretia divaricata ingår i släktet navarretior, och familjen blågullsväxter. Utöver nominatformen finns också underarten N. d. vividior.